# خارايلا
بلدية خارايلا (بالإسبانية: Jarilla)‏، هي بلدية تقع في مقاطعة قصرش والتي تقع في منطقة إكستريمادورا، غرب إسبانيا.
يبلغ عدد سكانها 160 نسمة وفقاً لإحصائية سنة (2002).